# Andrij Orobko
Andrij Swiatosławowycz Orobko (ukr. Оробко Андрій Святославович), lub Andrzej Orobko (ur. 10 sierpnia 1997 w Stebniku) – ukraiński siatkarz, grający na pozycji środkowego.
Jego młodszy brat Władysław, również jest siatkarzem, gra na pozycji przyjmującego. W sezonie 2017/2018 występował w drużynie Dafi Społem Kielce. Ma ojca o imieniu Światosław.

## Sukcesy klubowe
Liga ukraińska:
- 2021
- 2024[4]

Superpuchar Ukrainy
- 2021